# Epistenia
Epistenia is een geslacht van vliesvleugeligen uit de familie Pteromalidae. De wetenschappelijke naam van dit geslacht is voor het eerst geldig gepubliceerd in 1832 door Westwood.

## Soorten
Het geslacht Epistenia omvat de volgende soorten:
- Epistenia americana Girault, 1912
- Epistenia basalis Walker, 1862
- Epistenia bella Strand, 1911
- Epistenia burksi Hedqvist, 1968
- Epistenia cameroni Özdikmen, 2011
- Epistenia chilensis Brèthes, 1916
- Epistenia coeruleata Westwood, 1832
- Epistenia conica Brèthes, 1909
- Epistenia cyanea (Fabricius, 1804)
- Epistenia gemmata Girault, 1912
- Epistenia goethei Girault, 1913
- Epistenia imperialis Smith, 1857
- Epistenia liguensis Brèthes, 1916
- Epistenia media Hedqvist, 1968
- Epistenia odyneri Ashmead, 1896
- Epistenia polita (Say, 1829)
- Epistenia regalis Cockerell, 1934
- Epistenia rufipes Cameron, 1884
- Epistenia schmidti (Brèthes, 1927)
- Epistenia scutellata Brèthes, 1909
- Epistenia westwoodi (Guérin-Méneville, 1844)